# Randig sädesknäppare
Randig sädesknäppare (Agriotes lineatus) är en skalbaggsart som först beskrevs av Linnaeus.  Randig sädesknäppare ingår i släktet Agriotes och familjen knäppare. Arten är reproducerande i Sverige. Inga underarter finns listade i Catalogue of Life.
Sädesknäpparens larver som är ljusgula med glänsande hårda skal lever i jorden på rötterna av olika gräsarter. De kan orsaka stora skador särskilt på radsådda sädesbestånd.

## Bildgalleri

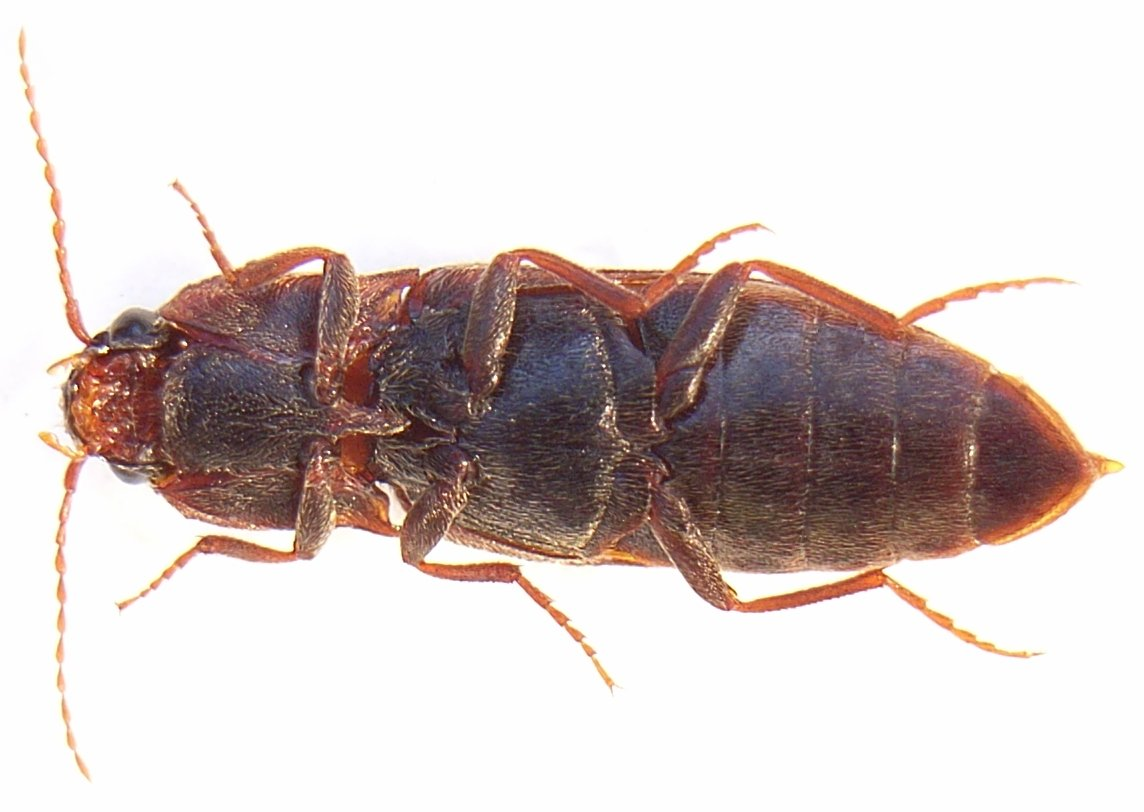
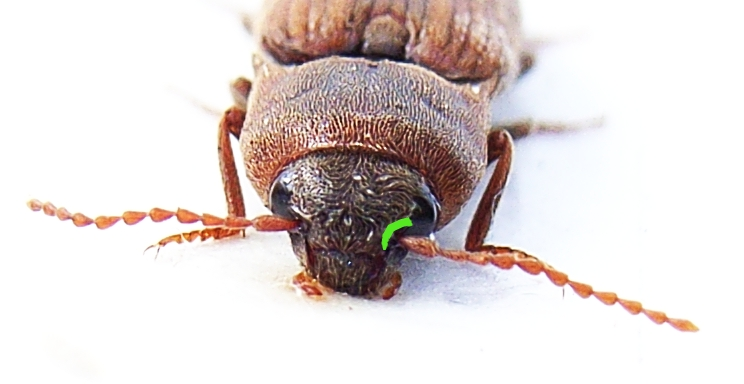
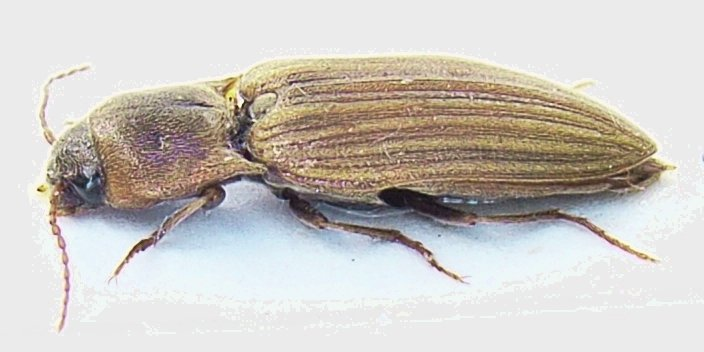
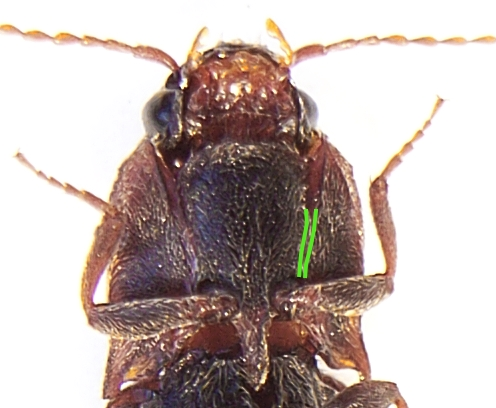
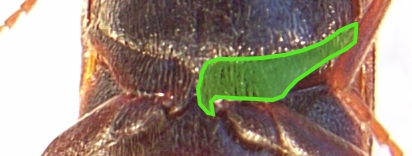
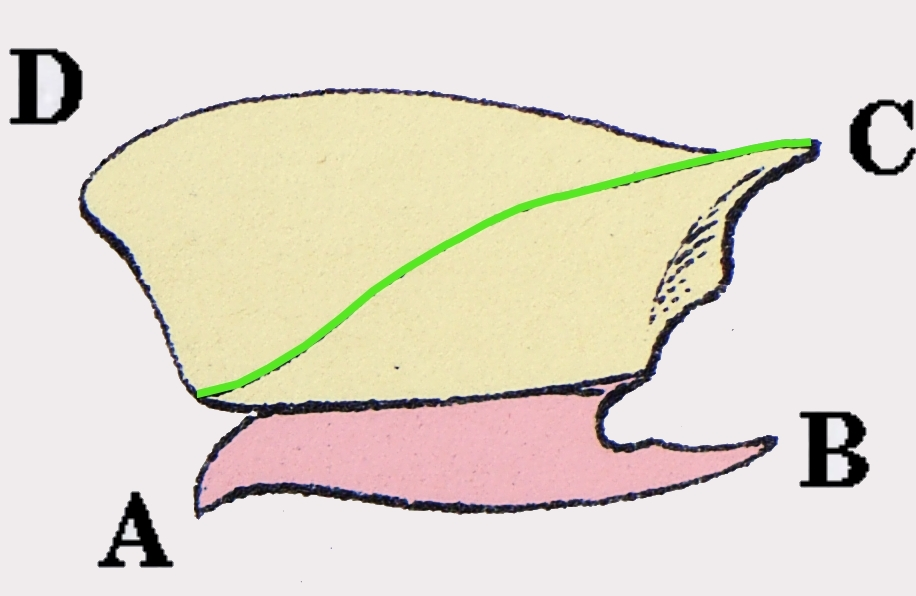